# Teresa Borri
Teresa Borri, coniugata Manzoni, vedova Stampa (Brivio, 11 novembre 1799 – Milano, 23 agosto 1861), è stata una nobildonna italiana, seconda moglie di Alessandro Manzoni.

## Biografia

### Il primo matrimonio
Teresa era nata dal nobile Cesare e da Marianna dei Conti Meda, entrambi membri di famiglie aristocratiche di modesti mezzi economici. Aveva due fratelli: Giuseppe, scrittore, e Giacomo, sacerdote. A 19 anni la giovane sposò il ricchissimo conte Stefano Decio Stampa di Gravedona. Nel novembre 1819 la coppia ebbe il figlio Giuseppe Stefano, destinato a rimanere l'unico: infatti il padre, colpito da una malattia grave e invalidante, spirò nel dicembre 1820. L'uomo lasciava tutte le sue sostanze equamente divise fra moglie e figlio: tuttavia sua madre impugnò il testamento e ne seguì una causa che si trascinò per anni. Tutto poi terminò con un accomodamento e una riconciliazione fra suocera e nuora. Trascorreva molti periodi di villeggiatura a Canzo, nella grande e bella villa dei conti Meda, la famiglia della madre.

### Indole di Teresa
Era una donna colta e informata: aveva saputo barcamenarsi bene durante la lunga lite con la suocera e aveva educato l'amatissimo figlio Stefano con ogni cura e amore. Era estroversa e spiritosa: teneva con gli amici e i parenti un epistolario torrenziale, formato da lettere lunghissime miste di italiano, francese e dialetto milanese. Ma non era certo esente da difetti: era ipocondriaca e passò tutta la vita ripiegata su sé stessa e sui suoi dolori. Inoltre era molto egocentrica.

### Il matrimonio con Manzoni
Dopo la morte di Enrichetta Blondel, il giorno di Natale del 1833, Alessandro Manzoni era sprofondato nella malinconia. Gli amici, comprendendo che non era fatto per rimanere solo, cominciarono a darsi da fare per trovargli una moglie. Alla fine fu Tommaso Grossi, lo scrittore che viveva in casa Manzoni, a presentargli Teresa Borri. Si piacquero subito: e poco dopo Alessandro le propose il matrimonio. Dopo un'esitazione iniziale, Teresa accettò: per l'autore de I promessi sposi aveva una venerazione. Le nozze furono celebrate il 2 gennaio 1837: Manzoni aveva 51 anni, Teresa 37. La neomoglie si trasferì in via del Morone, nel confortevole palazzo Manzoni, insieme al figlio Stefano.
Il rapporto di coppia Alessandro-Teresa funzionò bene: lei, come si è detto, lo venerava e considerava un onore essere sua moglie, tanto da far sospettare a quelli che la criticavano di avere un maggiore interesse verso lo scrittore celeberrimo che verso l'uomo Manzoni. Ad ogni modo fu sempre per lui una consorte devota e affettuosa. Aveva poi una qualità rara: sapeva ascoltare Alessandro quando le parlava di Enrichetta, la donna che egli non avrebbe dimenticato mai.

### I rapporti con la cerchia Manzoni
Dove Teresa fallì, o volle fallire per una sorta di noncuranza, fu nei rapporti con la nuova famiglia. Entrando a via del Morone trovava la suocera Giulia Beccaria, ormai vicina agli ottant'anni, e i figliastri Pietro (24), Cristina (23), Sofia (21), Enrico (19) Vittoria (15), Filippo (11) e Matilde (7). I più grandi si sposarono tutti negli anni immediatamente seguenti ma Vittoria e Matilde, rifiutate dalla matrigna, dovettero restare in collegio fino quasi ai vent'anni e in seguito trovarono la vita in quella che era pure casa loro così invivibile che si trasferirono in Toscana. Solo Filippo, un bambino simpatico e accattivante che era riuscito a entrare nelle buone grazie della matrigna, rimase in casa.
Teresa iniziò subito una guerra aperta con la suocera, avvelenando gli ultimi anni dell'anziana donna, che morì nel 1841. Anche Tommaso Grossi, nonostante fosse stato l'artefice del matrimonio, dopo qualche anno preferì lasciare via del Morone.
Per contro, Alessandro Manzoni ebbe sempre un grande affetto per il figliastro Stefano, che lo ricambiò di cuore.

### Dalla gravidanza al biennio rivoluzionario
Gli anni passavano: nel 1844 Teresa sembrò ammalarsi di un tumore che non lasciava speranza. Almeno così avevano decretato i medici, ma nel febbraio 1845 il "tumore" si rivelò per quello che era: una gravidanza. Nacquero due gemelline, che però non superarono il giorno di vita. Teresa non si riprese mai da quel parto a sorpresa: cominciò da allora il grave ed effettivo peggioramento del suo stato di salute.
Quando arrivò il biennio rivoluzionario (1848-1849), Manzoni e Teresa si trasferirono nella villa di lei, a Lesa, che faceva parte dello stato sabaudo. Frattanto lo scrittore aveva subìto diverse traversie economiche, l'ultima delle quali causata dall'incendio che aveva distrutto le cascine e gli opifici annessi alla villa di Brusuglio (1848). In queste circostanze l'appoggio economico della moglie gli fu di grandissimo aiuto.

### Gli ultimi anni
Teresa era sempre stata ipocondriaca ma a partire dal 1845, dopo il parto gemellare, si ammalò realmente finché si ridusse su una sedia a rotelle, con le gambe atrofizzate. Il suo stato di salute declinò per diversi anni e morì il 23 agosto 1861. Manzoni prese il lutto con rassegnazione: del resto non era il solo da lui patito. Prima di lei, oltre ad Enrichetta e Giulia Beccaria, erano morte le figlie Giulietta (1834), Cristina (1839), Sofia (1845), Matilde (1856), nonché tante persone amiche.
Teresa lasciava il figlio Stefano erede universale. Ma quell'uomo ancor giovane non volle richiedere indietro all'amato patrigno Alessandro la dote della madre, come avrebbe pur potuto fare. Stefano finì poi per sposare una delle cameriere che si erano prese cura di Teresa declinante, chiamata Elisa Cernelli: rimase vedovo nel 1905 e morì nel 1907.